# Парк 40-летия ВЛКСМ
Парк 40-летия ВЛКСМ — парк в Ульяновске, располагается в микрорайоне Верхняя Терраса Заволжского района. Один из крупнейших парков города. Отнесён к особо охраняемым природным территориям местного значения.

## Месторасположение
Парк 40-летия ВЛКСМ на Верхней Террасе в Заволжском районе г. Ульяновска. Границы ООПТ: северная и южная границы точно не определены. Северо-западная — берег Куйбышевского водохранилища. Юго-восточная — ул. Оренбургская. Площадь парка составляет 85 гектар сосново-широколиственного леса и старых сосновых посадок, располагающихся неширокой полосой по берегу Куйбышевского водохранилища.

## История
1 июня 1958 года началось строительство нового парка 40-летия ВЛКСМ, в лесу, в северной части микрорайона Нижняя Терраса, силами комсомольцев Ульяновского машиностроительного завода имени Володарского. Заводчане пилили сосны, прокладывая главную аллею, силами завода были построены столовая, летняя эстрада и танцплощадка, однодневный дом отдыха, причал для речного трамвая, входная колоннада. Были заасфальтировано шоссе, установлены скульптуры и вазы, фонтаны, выполнены радиофикация парка и благоустройство пляжа. 5 июня 1960 года парк был открыт.
В 2015 году на территории парка (с правой стороны от центрального входа) начали строить зоопарк. Сегодня его общее поголовье составляет более 2 тысяч животных и птиц. Площадь 10 Га.

## Биоразнообразие
Парк 40-летия ВЛКСМ, площадью 85 гектар, по обследованию и описанию доцента кафедры ботаники УГПУ Н. С. Раковым в 2004 году, рассматриваться как обеднённый вариант борового сосняка на песках, сохранивший большинство характерных элементов травянистой свиты. Флора его обогащена некоторыми степными элементами. B Красную книгу Ульяновской области включено несколько видов растений, встречающихся на территории парка. Это грушанка средняя, козелец мечелистный. Всего в парке отмечено пребывание 58 видов птиц, в парке обитает 11 видов млекопитающих, встречается 6 видов амфибий.

## Галерея

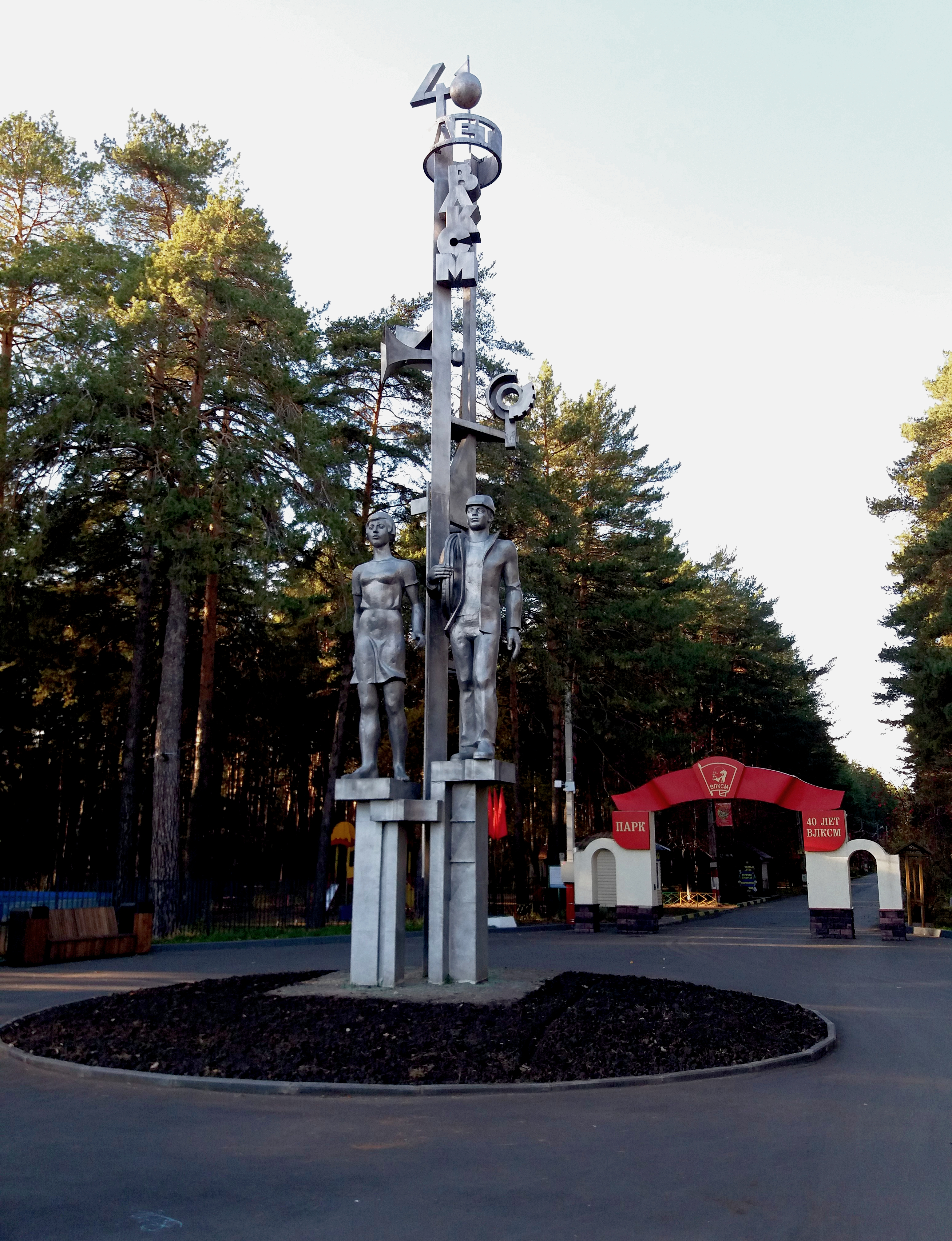
ПКО имени 40-летия ВЛКСМ.
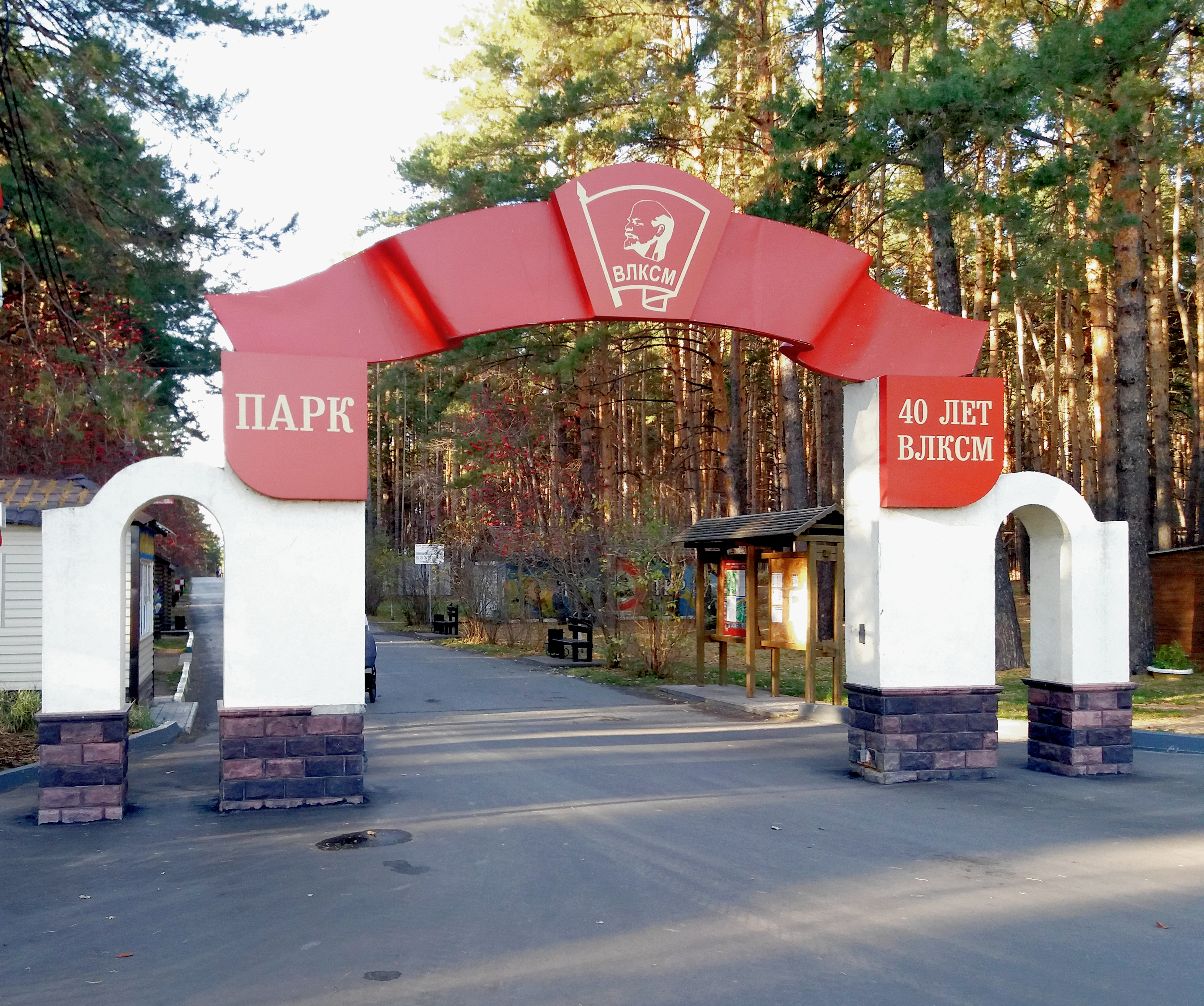
Вход в парк культуры и отдыха имени 40-летия ВЛКСМ.